# Parafia Matki Bożej Pocieszenia w Brzyskiej Woli
Parafia Matki Bożej Pocieszenia w Brzyskiej Woli – parafia rzymskokatolicka, należąca do dekanatu Leżajsk I w archidiecezji przemyskiej.

## Historia
Po II wojnie światowej w Brzyskiej Woli, w przysiółku Zagrody, w drewnianej kapliczce pw. Matki Bożej Różańcowej raz w miesiącu rozpoczęto odprawiać nabożeństwa. W 1947 roku zaadaptowano dawną cerkiew filialną na kościół. W 1954 roku obok cerkwi rozpoczęto budowę drewnianego kościoła. 
1 września 1958 roku dekretem bp Franciszka Bardy została erygowana ekspozytura z wydzielonego terytorium parafii w Tarnawcu. 19 listopada 1958 roku kościół został poświęcony pw. Matki Bożej Pocieszenia. 29 października 1961 roku podczas prac wykończeniowych, z powodu zaprószenia ognia kościół spłonął. 
Na budowę nowego kościoła aż do 1973 roku władze państwowe nie wydawały zgody. Przez dwa lata nabożeństwa były odprawiane w domu prywatnym, gdzie mieszkał proboszcz. W 1963 roku zbudowano plebanię i w niej urządzono kaplicę. 
W latach 1976–1979 zbudowano obecny kościół murowany, według projektu arch. Romana Orlewskiego. 26 sierpnia 1979 roku bp Ignacy Tokarczuk poświęcił nowy kościół. 23 lutego 2019 roku abp Józef Michalik poświęcił nowe witraże.
Na terenie parafii jest 1 380 wiernych (w tym: Brzyska Wola – 1 210, Wólka Łamana – 170).
Proboszczowie parafii:
1958–1966. ks. Zbigniew Szeliga.
1966–1986. ks. Stanisław Budziak.
1986–2023. ks. Henryk Skałuba.
2023– nadal ks. Waldemar Pastuszak.